# Ley de Ampère

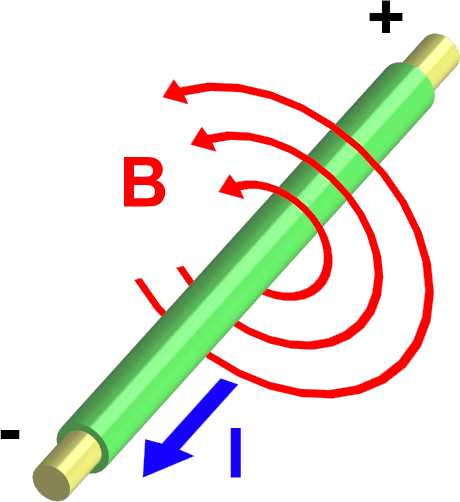
Una corriente eléctrica produce un campo magnético, siguiendo la ley de Ampère.

En física del magnetismo, la ley de Ampère, modelada por el francés André-Marie Ampère en 1826, relaciona un campo magnético estático con la causa, es decir, una corriente eléctrica estacionaria. James Clerk Maxwell la corrigió posteriormente y ahora es una de las ecuaciones de Maxwell, formando parte del electromagnetismo de la física clásica.
La ley de Ampère explica que la circulación de la intensidad del campo magnético en un contorno cerrado es proporcional a la corriente que lo atraviesa.
El campo magnético es un campo angular con forma circular, cuyas líneas de campo son círculos concéntricos. La dirección del campo en un punto es tangencial a dichos círculos en un plano que resulta perpendicular al paso de la corriente.
El campo magnético disminuye inversamente con la distancia al conductor.

## Ampliación de la ley original: ley de Ampère-Maxwell
La ley de Ampère-Maxwell o ley de Ampère generalizada es la misma ley corregida por James Clerk Maxwell que introdujo la corriente de desplazamiento, creando una versión generalizada de la ley e incorporándola a las ecuaciones de Maxwell.
En 1820 el físico danés Hans Christian Ørsted descubrió que una corriente eléctrica crea un campo magnético a su alrededor, cuando observó que la aguja de una brújula junto a un hilo conductor de corriente giraba de forma que la aguja quedaba perpendicular al hilo. Investigó y descubrió las reglas que rigen el campo alrededor de un cable recto conductor de corriente:
- Las líneas de campo magnético rodean el cable conductor de corriente.
- Las líneas de campo magnético se encuentran en un plano perpendicular al cable.
- Si se invierte la dirección de la corriente, se invierte la dirección del campo magnético.
- La intensidad del campo es directamente proporcional a la magnitud de la corriente.
- La intensidad del campo en cualquier punto es inversamente proporcional a la distancia del punto al cable.

Esto dio lugar a un gran número de investigaciones sobre la relación entre la electricidad y el magnetismo.  André-Marie Ampère investigó la fuerza magnética entre dos hilos conductores de corriente, descubriendo la ley de fuerza de Ampère.  En la década de 1850, el físico matemático escocés James Clerk Maxwell generalizó estos resultados y otros en una única ley matemática.  La forma original de la ley circuital de Maxwell, que derivó ya en 1855 en su artículo "On Faraday's Lines of Force" basado en una analogía con la hidrodinámica, relaciona campos magnéticos con corrientes eléctricas que los producen. Determina el campo magnético asociado a una corriente dada, o la corriente asociada a un campo magnético dado.
La ley circuital original sólo se aplica a una situación magnetostática, a corrientes estacionarias continuas que fluyen en un circuito cerrado. Para sistemas con campos eléctricos que cambian con el tiempo, la ley original (tal como se da en esta sección) debe modificarse para incluir un término conocido como corrección de Maxwell (véase más adelante).

### Forma integral
{\displaystyle \oint _{C}{\vec {H}}\cdot d{\vec {l}}=\iint _{S}{\vec {J}}\cdot d{\vec {S}}+{d \over dt}\iint _{S}{\vec {D}}\cdot d{\vec {S}}}
siendo el último término la corriente de desplazamiento, siempre y cuando la corriente sea constante y directamente proporcional al campo magnético, y su integral (E) por su masa relativa.

### Forma diferencial
Esta ley también se puede expresar de forma diferencial, para el vacío:
{\displaystyle {\vec {\nabla }}\times {\vec {B}}=\mu _{0}{\vec {J}}+\mu _{0}\epsilon _{0}{\frac {\partial {\vec {E}}}{\partial t}}}
o para medios materiales
{\displaystyle {\vec {\nabla }}\times {\vec {H}}={\vec {J}}+{\frac {\partial {\vec {D}}}{\partial t}}}

### Formas equivalentes
La ley circuital original puede escribirse de varias formas diferentes, todas ellas equivalentes en última instancia:
- Una "forma integral" y una "forma diferencial". Las formas son exactamente equivalentes, y están relacionadas por el  teorema de Kelvin-Stokes (véase la sección "prueba" más abajo).
- Formas que utilizan unidades SI, y las que utilizan  unidades cgs. Otras unidades son posibles, pero raras. Esta sección utilizará unidades SI, y las unidades cgs se discutirán más adelante.
- Formas que utilizan B o H campos magnéticos. Estas dos formas utilizan la densidad de corriente total y la densidad de corriente libre, respectivamente. Los campos B y H están relacionados por la ecuación constitutiva: B = μ0H en materiales no magnéticos donde μ0 es la constante magnética.

## Corriente libre frente a corriente ligada
La corriente eléctrica que surge en las situaciones más sencillas de los libros de texto se clasificaría como "corriente libre"; por ejemplo, la corriente que pasa a través de un cable o batería. Por el contrario, la "corriente ligada" surge en el contexto de materiales a granel que pueden ser  magnetizados y/o  polarizados. (Todos los materiales pueden hasta cierto punto.)
Cuando un material se magnetiza (por ejemplo, colocándolo en un campo magnético externo), los electrones permanecen ligados a sus respectivos átomos, pero se comportan como si orbitaran alrededor del núcleo en una dirección determinada, creando una corriente microscópica. Cuando las corrientes de todos estos átomos se juntan, crean el mismo efecto que una corriente macroscópica, circulando perpetuamente alrededor del objeto magnetizado. Esta corriente de magnetización JM es una contribución a la "corriente ligada".
La otra fuente de corriente ligada es la  carga ligada. Cuando se aplica un campo eléctrico, las cargas ligadas positivas y negativas pueden separarse sobre distancias atómicas en materiales polarizables, y cuando las cargas ligadas se mueven, la polarización cambia, creando otra contribución a la "corriente ligada", la corriente de polarización JP.
La densidad de corriente total J debida a las cargas libres y ligadas es entonces:
{\displaystyle \mathbf {J} =\mathbf {J} _{\mathrm {f} }...+\mathbf {J} _{\mathrm {M} }...+\mathbf {J} _{\mathrm {P} }\,,}
con Jf  la densidad de corriente "libre" o de "conducción".
Toda corriente es fundamentalmente la misma, microscópicamente. Sin embargo, a menudo hay razones prácticas para querer tratar la corriente ligada de forma diferente a la corriente libre. Por ejemplo, la corriente ligada suele originarse en dimensiones atómicas, y es posible que se desee aprovechar una teoría más sencilla pensada para dimensiones mayores. El resultado es que la ley circuital más microscópica de Ampère, expresada en términos de B y la corriente microscópica (que incluye corrientes libres, de magnetización y polarización), a veces se pone en la forma equivalente a continuación en términos de H y la corriente libre solamente. Para una definición detallada de la corriente libre y la corriente ligada, y la prueba de que las dos formulaciones son equivalentes, véase la sección "prueba" más adelante.

## Ejemplos de aplicación

### Hilo conductor infinito
Campo magnético creado por un hilo conductor de longitud infinita por el que circula una corriente {\displaystyle I_{0}\,}, en el vacío.
El objetivo es determinar el valor de los campos {\displaystyle {\vec {H}}}, {\displaystyle {\vec {B}}} y {\displaystyle {\vec {M}}} en todo el espacio.
Escribimos la ley de Ampère:
{\displaystyle \oint _{C}{\vec {H}}\cdot d{\vec {l}}=I_{enc}}.
- Utilizamos coordenadas cilíndricas por las características de simetría del sistema.
- Definimos una curva alrededor del conductor. Es conveniente tomar una circunferencia de radio {\displaystyle \rho }.
- El diferencial de longitud de la curva será entonces {\displaystyle d{\vec {l}}=dl{\hat {\phi }}=rd\phi {\hat {\phi }}}
- Para este caso, la corriente encerrada por la curva es la corriente del conductor: {\displaystyle I\,}

{\displaystyle \oint _{Circ}{\vec {H}}\cdot \rho \cdot d\phi {\hat {\phi }}=I_{0}}.
- Como el sistema posee simetría radial (Es indistinguible un punto cualquiera de la circunferencia {\displaystyle C\,} de otro que esté en otro ángulo sobre la misma curva), podemos decir que el campo {\displaystyle {\vec {H}}} y el radio {\displaystyle \rho } son independientes de la coordenada {\displaystyle \phi \,}. Por lo tanto pueden salir fuera de la integral. Integramos para toda la circunferencia, desde 0 a {\displaystyle 2\pi }.

{\displaystyle {\vec {H}}\cdot \rho \cdot \int _{0}^{2\pi }d{\vec {\phi }}=I_{0}}.
- La integral que queda no es más que el perímetro de la circunferencia: {\displaystyle 2\pi \rho \,}.
- Despejamos {\displaystyle {\vec {H}}} y nos queda en función de {\displaystyle \rho }. La dirección es en {\displaystyle {\hat {\phi }}}, por la regla de la mano derecha:

| {\displaystyle {\vec {H}}(\rho )={\frac {I_{0}}{2\pi \rho }}{\hat {\phi }}} |
| --------------------------------------------------------------------------- |

- Como estamos trabajando en el vacío, {\displaystyle \mu =\mu _{0}}, por lo tanto:

| {\displaystyle {\vec {B}}(\rho )={\frac {\mu _{0}I_{0}}{2\pi \rho }}{\hat {\phi }}} |
| ----------------------------------------------------------------------------------- |

- Y por la misma razón, en ausencia de materiales magnéticos:

| {\displaystyle {\vec {M}}(\rho )=0} |
| ----------------------------------- |

## Carencias de la formulación original de la ley circuital
Hay dos cuestiones importantes relacionadas con la ley circuital que requieren un análisis más detallado. Primero, hay un problema con la ecuación de continuidad para la carga eléctrica.  En el cálculo vectorial, la identidad para la divergencia de un rizo establece que la divergencia del rizo de un campo vectorial debe ser siempre cero. Por lo tanto
{\displaystyle \nabla \cdot (\nabla \times \mathbf {B} )=0\,,}
y por tanto la ley circuital original de Ampère implica que
{\displaystyle \nabla \cdot \mathbf {J} =0\,,}
es decir, que la densidad de corriente es solenoidal.
Pero en general, la realidad sigue la ecuación de continuidad para la carga eléctrica:
{\displaystyle \nabla \cdot \mathbf {J} =-{\frac {\partial \rho }{\partial t}}\,,}
que es distinto de cero para una densidad de carga variable en el tiempo. Un ejemplo ocurre en un circuito de condensador donde existen densidades de carga variables en el tiempo en las placas.
En segundo lugar, existe un problema relacionado con la propagación de las ondas electromagnéticas. Por ejemplo, en el vacio, donde
{\displaystyle \mathbf {J} =\mathbf {0} \,,}
la ley circuital implica que
{\displaystyle \nabla \times \mathbf {B} =\mathbf {0} \,,}
es decir, que el campo magnético es irrotacional, pero para mantener la coherencia con la ecuación de continuidad para la carga eléctrica, debemos tener
{\displaystyle \nabla \times \mathbf {B} ={\frac {1}{c^{2}}}{\frac {\partial \mathbf {E} }{\partial t}}\,.}
Para tratar estas situaciones, la contribución de la corriente de desplazamiento debe añadirse al término de corriente en la ley circuital.
James Clerk Maxwell concibió la corriente de desplazamiento como una corriente de polarización en el mar de vórtices dieléctricos, que utilizó para modelar el campo magnético hidrodinámica y mecánicamente. Añadió esta corriente de desplazamiento a la ley circuital de Ampère en la ecuación 112 en su artículo de 1861 "Sobre líneas físicas de fuerza".

### Corriente de desplazamiento
En  el vacío, la corriente de desplazamiento está relacionada con la tasa de cambio temporal del campo eléctrico.
En un dieléctrico la contribución anterior a la corriente de desplazamiento también está presente, pero una mayor contribución a la corriente de desplazamiento está relacionada con la polarización de las moléculas individuales del material dieléctrico. Aunque las cargas no pueden fluir libremente en un dieléctrico, las cargas de las moléculas pueden moverse un poco bajo la influencia de un campo eléctrico. Las cargas positivas y negativas en las moléculas se separan bajo el campo aplicado, causando un aumento en el estado de polarización, expresado como la densidad de polarización. P.  Un cambio en el estado de polarización equivale a una corriente.
Ambas contribuciones a la corriente de desplazamiento se combinan definiendo la corriente de desplazamiento como:
{\displaystyle \mathbf {J} _{\mathrm {D} }={\frac {\partial }{\partial t}}\mathbf {D} (\mathbf {r} ,\,t)\,,}
donde el campo de desplazamiento eléctrico se define como:
{\displaystyle \mathbf {D} =\varepsilon _{0}\mathbf {E} +\mathbf {P} =\varepsilon _{0}\varepsilon _{\mathrm {r} }\mathbf {E} \,,}
donde ε0 es la constante eléctrica, εr la  permitividad estática relativa, y P es la  densidad de polarización. Sustituyendo esta forma por D} en la expresión para la corriente de desplazamiento, ésta tiene dos componentes:
{\displaystyle \mathbf {J} _{\mathrm {D} }=\varepsilon _{0}{\frac {\partial \mathbf {E} }{\partial t}}+{\frac {\partial \mathbf {P} }{\partial t}}\,.}
El primer término de la derecha está presente en todas partes, incluso en el vacío. No implica ningún movimiento real de carga, pero sin embargo tiene un campo magnético asociado, como si fuera una corriente real. Algunos autores aplican el nombre de corriente de desplazamiento sólo a esta contribución.
El segundo término del lado derecho es la corriente de desplazamiento tal y como fue concebida originalmente por Maxwell, asociada a la polarización de las moléculas individuales del material dieléctrico.
La explicación original de Maxwell de la corriente de desplazamiento se centraba en la situación que se produce en los medios dieléctricos. En la era moderna posterior al éter, el concepto se ha ampliado para aplicarse a situaciones sin medios materiales presentes, por ejemplo, al vacío entre las placas de un condensador de vacío de carga. La corriente de desplazamiento se justifica hoy en día porque sirve a varios requisitos de una teoría electromagnética: predicción correcta de campos magnéticos en regiones donde no fluye corriente libre; predicción de la propagación de ondas de campos electromagnéticos; y conservación de la carga eléctrica en casos donde la densidad de carga varía con el tiempo. Para más información véase Corriente de desplazamiento.

## Ampliación de la ley original: la ecuación de Ampère-Maxwell
A continuación, se amplía la ecuación circuital incluyendo la corriente de polarización, remediando así la limitada aplicabilidad de la ley circuital original.
Tratando las cargas libres separadamente de las cargas ligadas, la ecuación que incluye la corrección de Maxwell en términos del campo H es (se utiliza el campo H porque incluye las corrientes de magnetización, por lo que JM no aparece explícitamente, véase H-campo y también Nota):
{\displaystyle \oint _{C}\mathbf {H} \cdot \mathrm {d} {\boldsymbol {l}}=\iint _{S}\left(\mathbf {J} _{\mathrm {f} }+{\frac {\partial \mathbf {D} }{\partial t}}\right)\cdot \mathrm {d} \mathbf {S} }
(forma integral), donde H es el magnético H campo (también llamado "campo magnético auxiliar", "intensidad de campo magnético", o simplemente "campo magnético"), D es el campo eléctrico de desplazamiento, y Jf es la densidad de corriente de conducción encerrada o corriente libre. En forma diferencial,
{\displaystyle \mathbf {\nabla } \times \mathbf {H} =\mathbf {J} _{\mathrm {f} }+{\frac {\partial \mathbf {D} }{\partial t}}\,.}
Por otra parte, si se tratan todas las cargas de la misma manera (sin tener en cuenta si son cargas ligadas o libres), la ecuación de Ampère generalizada, también llamada ecuación de Maxwell-Ampère, tiene forma integral (véase más adelante la sección "prueba"):
| {\displaystyle \oint _{C}\mathbf {B} \cdot \mathrm {d} {\boldsymbol {l}}=\iint _{S}\left(\mu _{0}\mathbf {J} +\mu _{0}\varepsilon _{0}{\frac {\partial \mathbf {E} }{\partial t}}\right)\cdot \mathrm {d} \mathbf {S} } |
En forma diferencial,
| {\displaystyle \mathbf {\nabla } \times \mathbf {B} =\mu _{0}\mathbf {J} +\mu _{0}\varepsilon _{0}{\frac {\partial \mathbf {E} }{\partial t}}} |
En ambas formas J incluye magnetization current densidad así como las densidades de corriente de conducción y polarización. Es decir, la densidad de corriente en el lado derecho de la ecuación de Ampère-Maxwell es:
{\displaystyle \mathbf {J} _{\mathrm {f} }+\mathbf {J} _{\mathrm {D} }+\mathbf {J} _{\mathrm {M} }=\mathbf {J} _{\mathrm {f} }+\mathbf {J} _{\mathrm {P} }+\mathbf {J} _{\mathrm {M} }+\varepsilon _{0}{\frac {\partial \mathbf {E} }{\partial t}}=\mathbf {J} +\varepsilon _{0}{\frac {\partial \mathbf {E} }{\partial t}}\,,}
donde la densidad de corriente JD es la corriente de desplazamiento, y J es la contribución de la densidad de corriente debida realmente al movimiento de cargas, tanto libres como ligadas. Debido a que ∇ ⋅ D = ρ, el problema de continuidad de carga con la formulación original de Ampère ya no es un problema. Debido al término en ε0∂E∂t, ahora es posible la propagación de ondas en el espacio libre.
Con la adición de la corriente de desplazamiento, Maxwell pudo hipotetizar (correctamente) que la luz era una forma de onda electromagnética. Véase ecuación de onda electromagnética para una discusión de este importante descubrimiento.

## Forma del ángulo sólido
Si c es un lazo cerrado por el cual circula una corriente i, y Ω es el ángulo sólido formado por el circuito y el punto en el que se calcula el campo, entonces la intensidad de campo magnético está dada por:
{\displaystyle {\vec {H}}=i\,{\vec {\nabla }}\,\Omega }